# Hoàng Lương (nhạc sĩ)
Hoàng Lương là một nhạc sĩ người Việt Nam, ông chủ yếu phối khí, sáng tác ca khúc, soạn nhạc cho phim, sân khấu và một số loại hình nghệ thuật khác. Ông được Nhà nước Việt Nam phong tặng danh hiệu Nghệ sĩ Ưu tú năm 2001 và từng giữ các chức danh Phó Chủ tịch Hội đồng Nghệ thuật, Phó Giám đốc kênh VOV3 của Đài Tiếng nói Việt Nam. Khi qua đời năm 2017, Hoàng Lương đang giữ chức Phó Giám đốc Nhà hát Đài Tiếng nói Việt Nam.

## Cuộc đời
Hoàng Lương sinh ngày 15 tháng 4 năm 1959 tại Tây Hồ, Hà Nội. Ông có 4 người em và là con trai cả của nhạc sĩ Hoàng Hà, năm 1985 ông theo gia đình chuyển vào Vũng Tàu định cư. Em gái duy nhất của ông theo ngành luật còn 3 em trai theo nghề sữa chữa điện, nghề nghiệp của 4 anh em trai ông ban đầu đều do nhạc sĩ Hoàng Hà chỉ dạy. Con gái ông, Hương Mai từng tham gia một số bộ phim như phim điện ảnh Đầm hoang và phim truyền hình Của để dành, XU50, Bão khô, Hương ngọc lan. Cô hiện là một giảng viên thanh nhạc.

## Sự nghiệp
Năm 12 tuổi, Hoàng Lương đã có sáng tác đầu đầu tay “Em vui chiến thắng Đường 9 - Nam Lào”, lúc này ông là thành viên nhóm nhạc Tuổi Xanh, tiền thân của nhóm nhạc Sơn Ca - Đài Tiếng nói Việt Nam.
Hoàng Lương từng là học sinh trường Chu Văn An, từng tham gia trại hè thiếu nhi ở Ba Lan và đạt giải thường về mỹ thuật. Tháng 6 năm 1975, ông thi đỗ thủ khoa đầu vào chuyên ngành sáng tác tại Nhạc viện Hà Nội. Năm 1982, ông được Đài Tiếng nói Việt Nam tuyển làm diễn viên đàn organ. Năm 1991, Hội Việt kiều yêu nước tại Pháp sản xuất một video ca nhạc về nhạc sĩ Văn Cao, trong video này lần đầu tiên ca khúc "Mùa xuân đầu tiên" được biểu diễn với giọng ca Quốc Đông và đệm đàn organ bởi Hoàng Lương.
Hoàng Lương qua đời ngày 22 tháng 9 năm 2017 tại Bệnh viện 108 vì căn bệnh ung thư. Trong những ngày cuối cùng của cuộc đời, dù bệnh nặng nhưng ông vẫn kịp hoàn tất phần phối khí cho các tiết mục của Lễ kỷ niệm 60 năm ngày thành lập Nhà xuất bản Kim Đồng.

## Tác phẩm

### Âm nhạc
- Ngũ tấu kèn đồng[2]
- Những pho tượng kể chuyện (Ballade)[2]
- Hải Phòng tuổi thơ (Ca khúc)
- Hà Nội mùa đông (Ca khúc)
- Mùa xuân tiếng hát Việt Nam (Ca khúc)
- Ánh sao biển (Ca khúc)
- Xuân về trên môi em (Ca khúc)[8]
- Tình em với biển (Ca khúc)
- Một ngày (Ca khúc)
- Đêm lửa trại kể chuyện anh Kim Đồng (Ca khúc)
- 5 giọt nước (hợp xướng)[13]

### Các bộ phim tham gia soạn nhạc
- Em còn nhớ hay em đã quên (phim điện ảnh - 1992)
- Chuyện tình trong ngõ hẹp (phim điện ảnh - 1992)
- Thương nhớ đồng quê (phim điện ảnh - 1995)
- Sống mãi với thủ đô (phim điện ảnh - 1996) cùng với Hoàng Hà
- Đông - Ky ra thành phố (phim truyền hình - 1996)
- Sóng ở đáy sông (phim truyền hình- 2000)
- Vào Nam ra Bắc (phim điện ảnh - 2000)
- Những mảnh đời ngang trái (dài tập - 2001)
- Sang sông (điện ảnh truyền hình - 2002)
- Lưới trời (phim điện ảnh - 2003)
- Khi đàn chim trở về (phim truyền hình - 2003)
- Những cánh hoa mong manh (điện ảnh truyền hình - 2003)
- Đối mặt (dài tập - 2003)
- Hàng xóm (phim điện ảnh - 2004)
- Giải phóng Sài Gòn (phim điện ảnh - 2005)
- Đường thư (phim điện ảnh - 2005)
- Vận may (phim dài tập - 2008)
- Con mắt bão (phim dài tập - 2012)
- Những người viết huyền thoại (phim điện ảnh - 2013)
- Huế mùa mai đỏ (phim dài tập - 2013)
- Đường lên Điện Biên (phim dài tập - 2014)

- Sự tích đảo bà (hoạt hình - 2009)
- Những chú cá lạc đàn (hoạt hình - 2009)

## Giải thưởng
| Năm  | Giải thưởng                                          | Tác phẩm                            | Kết quả       | Đồng tác giả | Chú thích    |
| ---- | ---------------------------------------------------- | ----------------------------------- | ------------- | ------------ | ------------ |
| 1995 | Hội Nhạc sĩ Việt Nam                                 | Ca khúc "Một ngày"                  | Giải Nhì      |              | [ 12 ] [ 1 ] |
| 1996 | Hội Nhạc sĩ Việt Nam                                 | Ballade "Những pho tượng kể chuyện" | Giải Nhất     |              | [ 12 ] [ 1 ] |
| 1999 | Hội Nhạc sĩ Việt Nam                                 | Giao hưởng hợp xướng "Côn Đảo"      | Giải Đặc biệt | Hoàng Hà     | [ 12 ] [ 1 ] |
| 2001 | Hội Nhạc sĩ Việt Nam                                 | Ca khúc "Tình em với biển"          | Giải Tư       |              | [ 12 ]       |
| 2011 | Cuộc thi hợp xướng quốc tế Johannes Brahms lần thứ 7 |                                     | Giải Vàng     |              | [ 1 ]        |

| Năm  | Giải thưởng                        | Phim                         | Đề cử            | Hạng mục      | Kết quả   | Đồng hạng                           | Chú thích     |
| ---- | ---------------------------------- | ---------------------------- | ---------------- | ------------- | --------- | ----------------------------------- | ------------- |
| 1993 | Liên hoan phim Việt Nam lần thứ 10 | Em còn nhớ hay em đã quên    | Âm nhạc xuất sắc | Phim điện ảnh | Đoạt giải | Phú Thăng phim Băng qua bóng tối    | [ 14 ]        |
| 2004 | Liên hoan phim Việt Nam lần thứ 14 | Con sâu                      | Âm nhạc xuất sắc | Hoạt hình     | Đoạt giải |                                     | [ 15 ]        |
| 2009 | Liên hoan phim Việt Nam lần thứ 16 | Âm sắc màn đêm               | Âm nhạc xuất sắc | Phim video    | Đoạt giải |                                     | [ 16 ]        |
| 2009 | Liên hoan phim Việt Nam lần thứ 16 | Sự tích Đảo Bà               | Âm nhạc xuất sắc | Hoạt hình     | Đoạt giải |                                     | [ 16 ]        |
| 2014 | Giải Cánh diều 2013                | Những người viết huyền thoại | Âm nhạc xuất sắc | Phim điện ảnh | Đoạt giải | Nguyễn Mạnh Duy Linh phim Đường đua | [ 17 ] [ 18 ] |